# Sharp Peak (Grahamland)
Der Sharp Peak (englisch für Spitzer Berg, in Chile gleichbedeutend Pico Agudo) ist ein 475 m hoher Berg an der Graham-Küste des Grahamlands im Norden der Antarktischen Halbinsel. Er ragt 3 km südöstlich des Prospect Point auf.
Teilnehmer der British Graham Land Expedition (1934–1937) unter der Leitung des australischen Polarforschers John Rymill entdeckten ihn und benannten ihn deskriptiv.